# Leif Yli
Leif Yli (* 11. Oktober 1942 in Notodden) ist ein ehemaliger norwegischer Radrennfahrer und nationaler Meister im Radsport.

## Sportliche Laufbahn
Bei den Olympischen Sommerspielen 1968 in Mexiko-Stadt startete er im Straßenradsport. Im Mannschaftszeitfahren wurde Norwegen mit Thorleif Andresen, Ørnulf Andresen, Tore Milsett und Leif Yli als 5. klassiert.
1969 wurde er nationaler Meister im Einzelzeitfahren. Den Titel im Mannschaftszeitfahren gewann er ebenfalls. 1970 wurde er wiederum Titelträger im Mannschaftszeitfahren. 1971 gewann er das Rennen Roserittet.